# راه مردم (روزنامه)
راه مردم یک روزنامه فرهنگی، اجتماعی، سیاسی - اقتصادی است که در ایران منتشر می‌شود. ناصر قدیری صاحب امتیاز و سمیه زمانی مدیر مسئول این روزنامه است. دفتر این روزنامه در میدان سپاه، خیابان سپاه، نبش کوچه احمدنیا، پلاک ۱۶۲، طبقه بالای همکف در تهران است.

## حمله به دفتر روزنامه راه مردم
در سال ۱۳۸۹ گروهی ناشناس که از تعداد آنها اطلاعی در دست نیست با شکستن در، وارد دفتر روزنامه شده و با به هم ریختن دفتر و سرقت تعدادی از وسایل متواری شدند.